# Aquaelicium typicum
Aquaelicium typicum är en insektsart som beskrevs av William Lucas Distant 1917. Aquaelicium typicum ingår i släktet Aquaelicium och familjen Derbidae. Inga underarter finns listade i Catalogue of Life.